# Lijst van vlaggen van het Koninkrijk der Nederlanden
Dit is een lijst van vlaggen van het Koninkrijk der Nederlanden.

## Nationale vlaggen
| Vlag         | Periode                                          | Functie                                                     | Beschrijving                                                                                 |
| ------------ | ------------------------------------------------ | ----------------------------------------------------------- | -------------------------------------------------------------------------------------------- |
|              | 1813 - 1815                                      | Vlag van het Soeverein vorstendom der Verenigde Nederlanden | Horizontale driekleur in rood, wit en blauw, met verhouding tussen hoogte en lengte van 2:3. |
| 1815 - 1839  | Vlag van het Verenigd Koninkrijk der Nederlanden |                                                             | Horizontale driekleur in rood, wit en blauw, met verhouding tussen hoogte en lengte van 2:3. |
| 1839 - heden | Vlag van het Koninkrijk der Nederlanden.         |                                                             | Horizontale driekleur in rood, wit en blauw, met verhouding tussen hoogte en lengte van 2:3. |
|              |                                                  | Wimpel                                                      | Een wimpel van de nationale vlag                                                             |
|              |                                                  | Oranje wimpel                                               | Oranje is de kleur van het koninklijke familie                                               |

## Vlaggen van de vier Koninkrijkslanden
| Vlag | Periode      | Functie               | Beschrijving |
| ---- | ------------ | --------------------- | --- |
|      | 1937 - heden | Vlag van Nederland    | Horizontale driekleur in rood, wit en blauw. |
|      | 1976 - heden | Vlag van Aruba        | Lichtblauw, hetgeen de zee en de lucht symboliseert. De rode vierpuntige ster vertegenwoordigt het eiland zelf en de vier talen die er gesproken worden (Spaans, Papiaments, Nederlands en Engels); de twee gele strepen staan zowel voor de status aparte als voor het toerisme en de industrie. De witte rand om de ster dient om de ster meer te laten opvallen en symboliseert de branding van de golven. |
|      | 1984 - heden | Vlag van Curaçao      | Blauw met een gele streep en twee witte sterren bovenaan de hijskant. De grote ster staat voor Curaçao, de kleine voor Klein Curaçao |
|      | 2015 - heden | Vlag van Sint Maarten | Twee horizontale banden (rood en blauw) met aan de hijszijde een witte driehoek met het wapen van Sint Maarten |

## Vlaggen van de Rijksoverheid
| Vlag | Periode      | Functie                                                                                              | Beschrijving |
| ---- | ------------ | --- | --- |
|      | 2011 - heden | Vlag van de Rijksoverheid, gebruikt voor alle agentschappen behalve ministeries en de strijdkrachten | Lichtblauw veld met een witte paal van een derde breedte naast de paal en met bovenaan het embleem van de Rijksoverheid en haar agentschappen. |

### Huidige onderscheidingsvlaggen
| Vlag | Periode      | Functie                                                      | Beschrijving |
| ---- | ------------ | ------------------------------------------------------------ | --- |
|      | 1974 - heden | Vlag van een Minister, uitgezonderd de Minister van Defensie | Zeven horizontale banen in de kleurencombinatie rood-wit-blauw-wit-rood-wit-blauw in de verhouding 1:1:1:6:1:1:1 met op het midden een gekroonde leeuw met zwaard en pijlenbundel.                                    |
|      | 2023 - heden | Vlag van de Minister van Defensie                            | Zeven banen van rood, wit, blauw, wit, rood, wit, en blauw waarvan de hoogten zich verhouden als 1:1:1:6:1:1:1, met in de middelste baan twee gele gekruiste zwaarden overtopt met een gele Koninklijke kroon.        |
|      | 1957 - heden | Vlag van de Staatssecretaris van Defensie                    | Zeven even hoge horizontale banen in de kleurencombinatie rood-wit-blauw-wit-rood-wit-blauw. |
|      | 1986 - heden | Vlag van de Gouverneur van Aruba                             | Een wit veld met in het midden de vlag van Aruba in cirkelvorm; aan de bovenkant en onderkant drie horizontale banen in rood, wit en blauw.                                                                           |
|      | 2010 - heden | Vlag van de Gouverneur van Curaçao                           | Een wit veld met in het midden de vlag van Curaçao in cirkelvorm; aan de bovenkant en onderkant drie horizontale banen in rood, wit en blauw.                                                                         |
|      | 2010 - heden | Vlag van de Gouverneur van Sint Maarten                      | Een wit veld met in het midden een azuurblauw cirkelvormig vlak, oranje omzoomd en met het gerechtsgebouw uit het wapen van Sint Maarten; aan de bovenkant en onderkant drie horizontale banen in rood, wit en blauw. |

### Voormalige vlaggen
| Vlag | Periode     | Functie | Beschrijving |
| ---- | ----------- | --- | --- |
|      | 2001 - 2010 | Vlag van het Ministerie van Defensie. Deze vlag was onderdeel van de zogenaamde huisstijl van Defensie en vlag wordt met de invoering van de "rijkshuisstijl" weer vervangen. | Donkerpaarse vlag met aan de hijszijde 4 oranje banen; de rechter baan is niet volledig. |
|      | 1957 - 2023 | Vlag van de Minister van Defensie | Zeven horizontale banen in de kleurencombinatie rood-wit-blauw-wit-rood-wit-blauw in de verhouding 1:1:1:6:1:1:1 met op het midden het embleem van de krijgsmacht.                          |
|      | 1966 - 1975 | Vlag van de Gouverneur van Suriname | Een wit veld met in het midden de voormalige vlag van Suriname; aan de bovenkant en onderkant drie horizontale banen in rood, wit en blauw.                                                 |
|      | 1966 - 2010 | Vlag van de Gouverneur van de Nederlandse Antillen | Een wit veld met in het midden de vlag van de Nederlandse Antillen (tot 1986 met zes, daarna met vijf sterren); aan de bovenkant en onderkant drie horizontale banen in rood, wit en blauw. |

## Militaire vlaggen

### Huidige vlaggen
| Vlag | Periode           | Functie | Beschrijving |
| ---- | ----------------- | --- | --- |
|      | 2005 - heden      | Vlag van de Commandant der Strijdkrachten. | Zeven even hoge horizontale banen in de kleurencombinatie rood-wit-blauw-wit-rood-wit-blauw. In het midden een groene cirkel met drie zwaarden die de krijgsmachtdelen voorstellen, met uitzondering van de Koninklijke Marechaussee. |
|      | 1982 - heden      | Vlag van de Inspecteur-generaal der Krijgsmacht. | Zeven even hoge horizontale banen in de kleurencombinatie rood-wit-blauw-wit-rood-wit-blauw. In het midden het wapen van de inspecteur-generaal der Krijgsmacht.                                                                      |
|      | 1937 - heden      | Vlag van de Koninklijke Marine. Identiek aan de oorlogsvlag te water. | Horizontale driekleur in rood, wit en blauw, met verhouding tussen hoogte en lengte van 2:3. |
|      |                   | Vlag van de Koninklijke Landmacht. Met het invoeren van een huisstijl door het Ministerie van Defensie, mag deze vlag alleen nog op militaire complexen worden gebruikt.                                 | Blauwe vlag, in het midden beladen met het wapen van de Koninklijke Landmacht. |
|      | 1948 - heden      | Vlag van de Koninklijke Luchtmacht. Met het invoeren van een huisstijl door het Ministerie van Defensie, mag deze vlag alleen nog op militaire complexen worden gebruikt.                                | Blauwe vlag, in drieën gedeeld door een van de broekingzijde komende oranje punt. Oorspronkelijk beladen met de versierselen van de Militaire Willemsorde, maar sinds 1965 met het logo van de Koninklijke Luchtmacht.                |
|      |                   | Vlag van de Koninklijke Marechaussee. Met het invoeren van een huisstijl door het Ministerie van Defensie, mag deze vlag alleen nog op militaire complexen worden gebruikt.                              | Nassaublauwe vlag, in het midden beladen met de marechausseegranaat met gesloten vlam in het wit. |
|      | 1934 - heden      | De Oorlogswimpel. Gevoerd door oorlogsschepen van de Koninklijke Marine, omdat de Nederlandse oorlogsvlag identiek is aan de civiele vlag.                                                               | Een lange, zeer smalle, gespleten scheepsvaan in de kleuren van de koninkrijksvlag. |
|      | 1931 - heden      | Dubbele Geus of Prinsengeus van de Koninklijke Marine. De geus wordt uitsluitend gevoerd door oorlogsschepen in dienst die voor anker liggen of bij speciale gelegenheden.                               | Twaalf segmenten in de kleuren van de koninkrijksvlag; in de verhouding 2:3. |
|      |                   | De Marechausseegeus. Ter aanduiding van een vaartuig behorende aan of in gebruik bij de Koninklijke Marechaussee.                                                                                        | Driehoekige vlag, waarvan de mastzijde de witte kleur heeft en de punt nassaublauw is. Het witte vlak is beladen met een oranje Nederlandse leeuw, het blauwe vlak met het logo van de marechaussee (de granaat met gesloten vlam).   |
|      | voor 1933 - heden | De onderscheidingsvlag van een officier van de Koninklijke Marine Reserve. Wordt (onder voorwaarden) in plaats van de natievlag gevoerd wanneer een schip onder bevel staat van een officier van de KMR. | De Nederlandse vlag, waarvan het midden van de witte baan half-cirkelvormig is verbreed tot halverwege de rode en de blauwe baan, op welke verbreding met zwart garen is geborduurd een onklaar anker, gedekt door een kroon.         |
|      | 2011 -            | Vlag van de Koninklijke Marine | Blauw veld met een witte paal van een derde breedte naast de paal en met bovenaan het embleem van de Koninklijke Marine in oranje. |
|      | 2011 -            | Vlag van de Koninklijke Landmacht | Groen veld met een witte paal van een derde breedte naast de paal en met bovenaan het embleem van de Koninklijke Landmacht in oranje.                                                                                                 |
|      | 2011 -            | Vlag van de Koninklijke Luchtmacht | Marineblauw veld met een witte paal van een derde breedte naast de paal en met bovenaan het embleem van de Koninklijke Luchtmacht in oranje.                                                                                          |
|      | 2011 -            | Vlag van de Koninklijke Marechaussee | Marineblauw veld met een witte paal van een derde breedte naast de paal en met bovenaan het embleem van de Koninklijke Marechaussee in oranje.                                                                                        |

### Voormalige vlaggen
| Vlag | Periode     | Functie | Beschrijving |
| ---- | ----------- | --- | --- |
|      | 1974 - 2005 | Vlag van de Chef Defensiestaf. | Zeven even hoge horizontale banen in de kleurencombinatie rood-wit-blauw-wit-rood-wit-blauw. In het midden een groene cirkel met vier zwaarden die de vier krijgsmachtdelen voorstellen. |
|      | 2001 - 2010 | Vlag van de Koninklijke Marine in de "huisstijl" van Defensie. Deze vlag wordt met de invoering van de "rijkshuisstijl" weer vervangen.       | Donkerblauwe vlag met aan de hijszijde 4 oranje banen; de rechter baan is niet volledig. Aan de andere zijde staat het logo van de Koninklijke Marine.                                   |
|      | 2001 - 2010 | Vlag van de Koninklijke Landmacht in de "huisstijl" van Defensie. Deze vlag wordt met de invoering van de "rijkshuisstijl" weer vervangen.    | Donkergroene vlag met aan de hijszijde 4 oranje banen; de rechter baan is niet volledig. Aan de andere zijde staat het logo van de Koninklijke Landmacht.                                |
|      | 2001 - 2010 | Vlag van de Koninklijke Luchtmacht in de "huisstijl" van Defensie. Deze vlag wordt met de invoering van de "rijkshuisstijl" weer vervangen.   | Donkerblauwe vlag met aan de hijszijde 4 oranje banen; de rechter baan is niet volledig. Aan de andere zijde staat het logo van de Koninklijke Luchtmacht.                               |
|      | 2001 - 2010 | Vlag van de Koninklijke Marechaussee in de "huisstijl" van Defensie. Deze vlag wordt met de invoering van de "rijkshuisstijl" weer vervangen. | Donkerblauwe vlag met aan de hijszijde 4 oranje banen; de rechter baan is niet volledig. Aan de andere zijde staat het logo van de Koninklijke Marechaussee.                             |
|      | onbekend    | Nederlandse loodsvlag. Kan op Loodsboten als natievlag worden gebruikt.                                                                       | Een vlag van drie even brede banen rood, wit en blauw met een verhouding van 3:2, aan alle zijden wit omzoomd met een breedte gelijk aan de baanbreedte.                                 |

### Overige militaire vlaggen
Bij de Koninklijke Landmacht kunnen staven, opleidingseenheden, inrichtingen, eenheden van bataljonsgrootte en zelfstandige compagnieën beschikken over een onderdeelsvlag. Deze vlag bestaat uit een vierkant oranje doek omrand door een wit kader. In het midden van het doek bevindt zich het gekroonde initiaal van het staatshoofd in wit. In drie hoekpunten van de vlag is het embleem van de eenheid in zwart aangebracht met daaronder het eenheidnummer, en in de benedenbroekinghoek een voor de eenheid kenmerkende afbeelding. Indien de vlag wordt gevoerd door een samengestelde eenheid, worden de diagonaal tegenoverliggende hoekpunten gesierd met de emblemen van de desbetreffende wapens of dienstvakken.
Bij de Koninklijke Luchtmacht worden onderdeelsvlaggen en squadronvlaggen gevoerd. Een luchtmachtonderdeelsvlag is een rechthoekige vlag die als volgt is opgedeeld in drie kleuren: een witte driehoek van broeking tot waaiend, in de hoeken voorzien van twee rechthoekige driehoeken in oranje (boven) en blauw (onder); in het midden van de witte driehoek staat het onderdeelembleem zonder de vaste omlijsting. Een squadronvlag is een rechthoekige vlag van dezelfde grootte als een onderdeelsvlag, en eveneens opgedeeld in drie kleuren, maar met een witte gelijkzijdige driehoek van broeking tot ongeveer halverwege het waaiend; in het midden van de witte driehoek staat het squadronembleem zonder de vaste omlijsting.
Aan een (samengestelde) eenheid van bataljonsgrootte of zelfstandige compagnie, die in het kader van internationale vredesoperaties wordt uitgezonden, kan door de commandant van een operationeel commando een uitzendvlag worden toegekend. De vlag is vierkant met de nationale kleuren. In het midden is het embleem van het desbetreffende krijgsmachtdeel aangebracht, zodanig dat het grootste deel van het embleem op de witte baan en een klein deel op de rode baan is geplaatst; op de blauwe baan is in goudgeel de naam van de eenheid, zoals deze in het uitzendgebied wordt genoemd, in een deel van een cirkelvorm aangebracht. Er bestaat echter geen regeling voor het toekennen van een vlag voor militaire missies anders dan internationale vredesoperaties.

## Overige vlaggen
| Vlag | Periode    | Functie                                          | Beschrijving                                          |
| ---- | ---------- | ------------------------------------------------ | ----------------------------------------------------- |
|      | 2002-heden | Kustwacht in Nederland                           | Zie Vlag van de Nederlandse Kustwacht                 |
|      |            | Enkele geus of geusje. Geus voor de pleziervaart | Acht segmenten in de kleuren van de Nederlandse vlag. |

## Rederijvlaggen
| Vlag      | Periode           | Functie                                        | Beschrijving |
| --------- | ----------------- | ---------------------------------------------- | --- |
| Huidig    |                   |                                                | |
|           |                   | Boskalis                                       | Vlag diagonaal verdeeld in twee helften, geel aan de bovenkant en marineblauw aan de onderkant. Dit deel bevat de bedrijfsnaam in wit.                                                                     |
|           | 1921 - heden      | Spliethoff                                     | Vlag diagonaal verdeeld in vier delen, waarbij het bovenste deel oranje is, de vlucht hemelsblauw, het onderste deel wit en de mast rood. In het midden staat de beginletter van de bedrijfsnaam in zwart. |
|           | 1898 - heden      | Wagenborg                                      | Vlag diagonaal verdeeld in vier delen, waarvan de bovenste en onderste rood zijn en de andere twee wit. In het midden staat een zwarte schoorsteen met twee witte strepen.                                 |
| Voormalig |                   |                                                | |
|           | 1993 - 2018       | Dockwise                                       | Wit veld met het logo in het midden. |
|           | 1970 - 1997       | Nedlloyd                                       | Wit met blauwe gekwartierde vlag; een kalebaskruis, gevormd door twee ineengestrengelde touwen, met witte fimbrizering.                                                                                    |
|           | 1907 - 1965       | Bataafse Petroleum Maatschappij                | Twee gelijke rode driehoeken bovenaan en twee gelijke blauwe driehoeken onderaan, met een witte ruit met de koninklijke kroon in het midden.                                                               |
|           | 1888 - 1966       | Koninklijke Paketvaart Maatschappij            | Helderrode veldvlag met een witte horizontale ruit over de volledige lengte en hoogte van de vlag, beladen met de koninklijke kroon.                                                                       |
|           | 1885 - 1974       | Hollandse Stoomboot Maatschappij               | Wit veld met de nationale vlag van Nederland in het kanton en de initialen "HSM" in rood op de vlucht. |
|           | 1883 - 1970       | Koninklijke Rotterdamsche Lloyd                | Een rode, rechthoekige vlag met een wit kruis. In het midden staat een blauw vierkant met de witte letters 'RL'.                                                                                           |
|           | 1870 - 1970       | Stoomvaart-Maatschappij Nederland              | Wit veld met een blauw andreaskruis waarop een kleine rode ruit is geplaatst met daarin de letter N in het wit.                                                                                            |
|           | 1856 - 1981       | Koninklijke Nederlandse Stoomboot-Maatschappij | Blauwe veldvlag met een witte horizontale ruit over de volledige lengte en hoogte van de vlag, beladen met de koninklijke kroon.                                                                           |
|           | 1621 - 1792       | West-Indische Compagnie                        | Nationale vlag met het monogram van het bedrijf, GWC in zwart op witte baan. |
|           | jaren 1630 - 1799 | Vereenigde Oostindische Compagnie              | Nationale vlag met het monogram van het bedrijf, VOC, in zwart op de witte baan. |
|           | 1602 - jaren 1630 | Vereenigde Oostindische Compagnie              | Prinsenvlag met het monogram van het bedrijf, VOC in zwart op witte baan. |